# Montboissier
Montboissier est une commune française située dans le département d'Eure-et-Loir en région Centre-Val de Loire.

## Géographie

### Situation
La route nationale 10 passe à l'est de Montboissier, en faisant un petit détour, l'automobiliste peu soucieux de sa moyenne, aura plaisir à découvrir les communs du château rasé en 1795, où Chateaubriand composa sa Grive.

Situation géographique
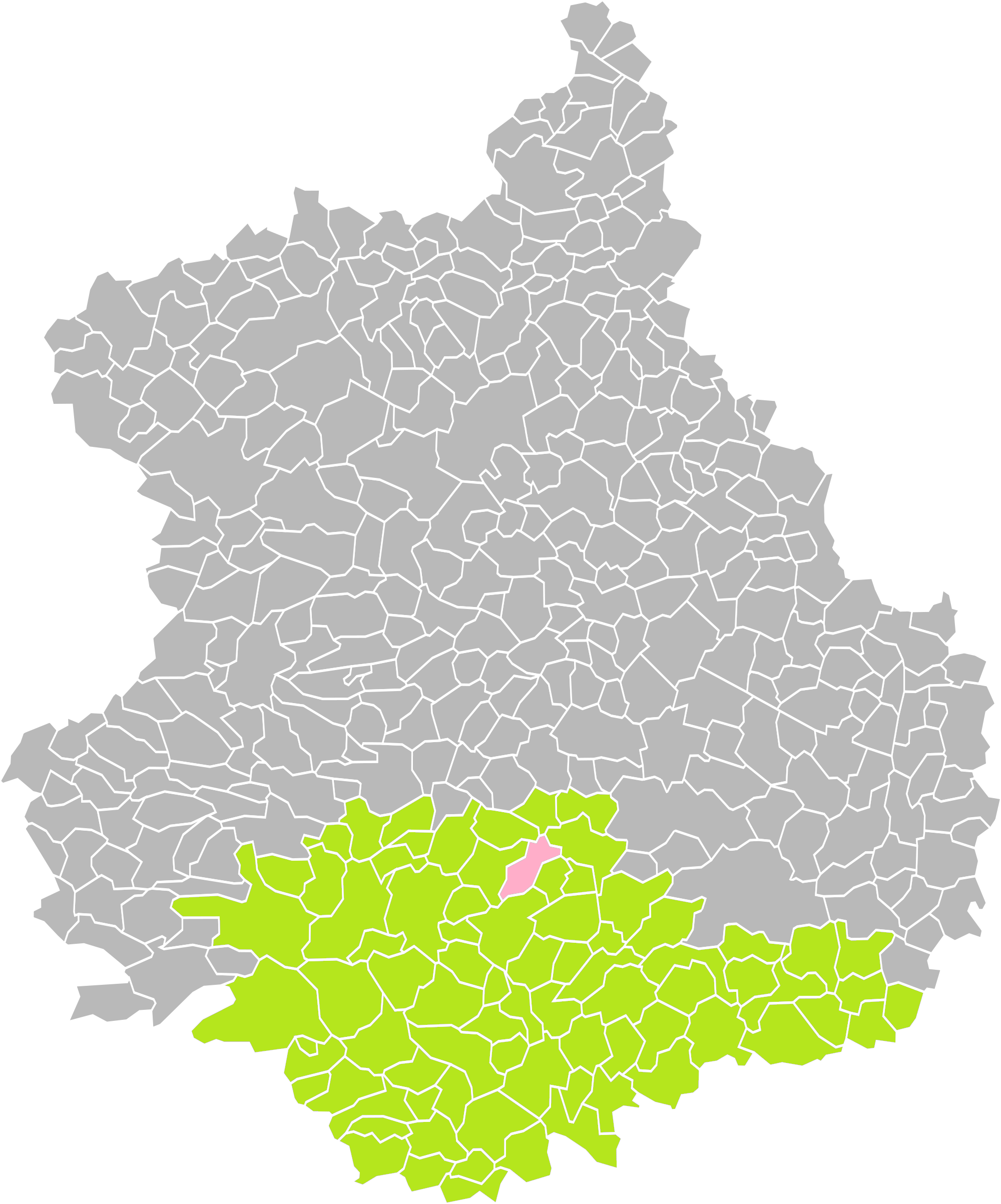
Montboissier dans son arrondissement.
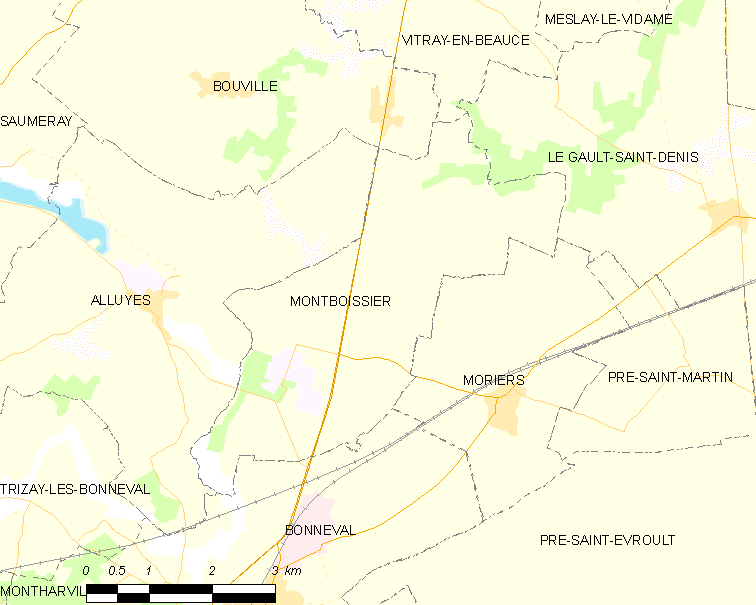
Carte de la commune de Montboissier.

### Communes limitrophes
| Bouville            | Vitray-en-Beauce | Le Gault-Saint-Denis |
| Alluyes             | Montboissier     | Moriers              |
| Trizay-lès-Bonneval | Bonneval         | Pré-Saint-Évroult    |

### Hameaux
La commune de Montboissier est composée des hameaux suivants :
- Augonville ;
- Dampierre ;
- Le Perruchay.

### Hydrographie
La commune est bordée à l'ouest par la rivière le Loir, affluent de la Sarthe, sous-affluent du fleuve la Loire par la Maine. Le Loir y reçoit en limite d'Alluyes les eaux de la vallée de Paray ou vallée de la Malorne, elle-même alimentée par la vallée de Boncé.
Montboissier a bénéficié de 1972 à 1985 d'une station hydrologique sur la vallée de Boncé : le débit moyen annuel ou module, observé durant cette période de 14 ans, est de 0,053 m3/s, soit 53 litres par seconde pour un bassin versant de 203 km2. La hauteur maximale instantanée, relevée le 23 février 1978, est de 1,57 m.

### Climat
Pour des articles plus généraux, voir Climat du Centre-Val de Loire et Climat d'Eure-et-Loir.
En 2010, le climat de la commune est de type climat océanique dégradé des plaines du Centre et du Nord, selon une étude du CNRS s'appuyant sur une série de données couvrant la période 1971-2000. En 2020, Météo-France publie une typologie des climats de la France métropolitaine dans laquelle la commune est exposée à un climat océanique altéré et est dans une zone de transition entre les régions climatiques « Sud-ouest du bassin Parisien » et « Moyenne vallée de la Loire ». 
Pour la période 1971-2000, la température annuelle moyenne est de 10,8 °C, avec une amplitude thermique annuelle de 14,8 °C. Le cumul annuel moyen de précipitations est de 648 mm, avec 10,9 jours de précipitations en janvier et 7,4 jours en juillet. Pour la période 1991-2020, la température moyenne annuelle observée sur la station météorologique de Météo-France la plus proche, sur la commune de Pré-Saint-Évroult à 7 km à vol d'oiseau, est de 11,3 °C et le cumul annuel moyen de précipitations est de 592,2 mm,. Pour l'avenir, les paramètres climatiques de la commune estimés pour 2050 selon différents scénarios d'émission de gaz à effet de serre sont consultables sur un site dédié publié par Météo-France en novembre 2022.

## Urbanisme

### Typologie
Au 1er janvier 2024, Montboissier est catégorisée commune rurale à habitat dispersé, selon la nouvelle grille communale de densité à 7 niveaux définie par l'Insee en 2022.
Elle est située hors unité urbaine. Par ailleurs la commune fait partie de l'aire d'attraction de Chartres, dont elle est une commune de la couronne,. Cette aire, qui regroupe 117 communes, est catégorisée dans les aires de 50 000 à moins de 200 000 habitants,.

### Occupation des sols
L'occupation des sols de la commune, telle qu'elle ressort de la base de données européenne d’occupation biophysique des sols Corine Land Cover (CLC), est marquée par l'importance des territoires agricoles (89,4 % en 2018), en diminution par rapport à 1990 (91,3 %). La répartition détaillée en 2018 est la suivante : 
terres arables (87,4 %), forêts (6,6 %), espaces verts artificialisés, non agricoles (4 %), prairies (2 %). L'évolution de l’occupation des sols de la commune et de ses infrastructures peut être observée sur les différentes représentations cartographiques du territoire : la carte de Cassini (XVIIIe siècle), la carte d'état-major (1820-1866) et les cartes ou photos aériennes de l'IGN pour la période actuelle (1950 à aujourd'hui).

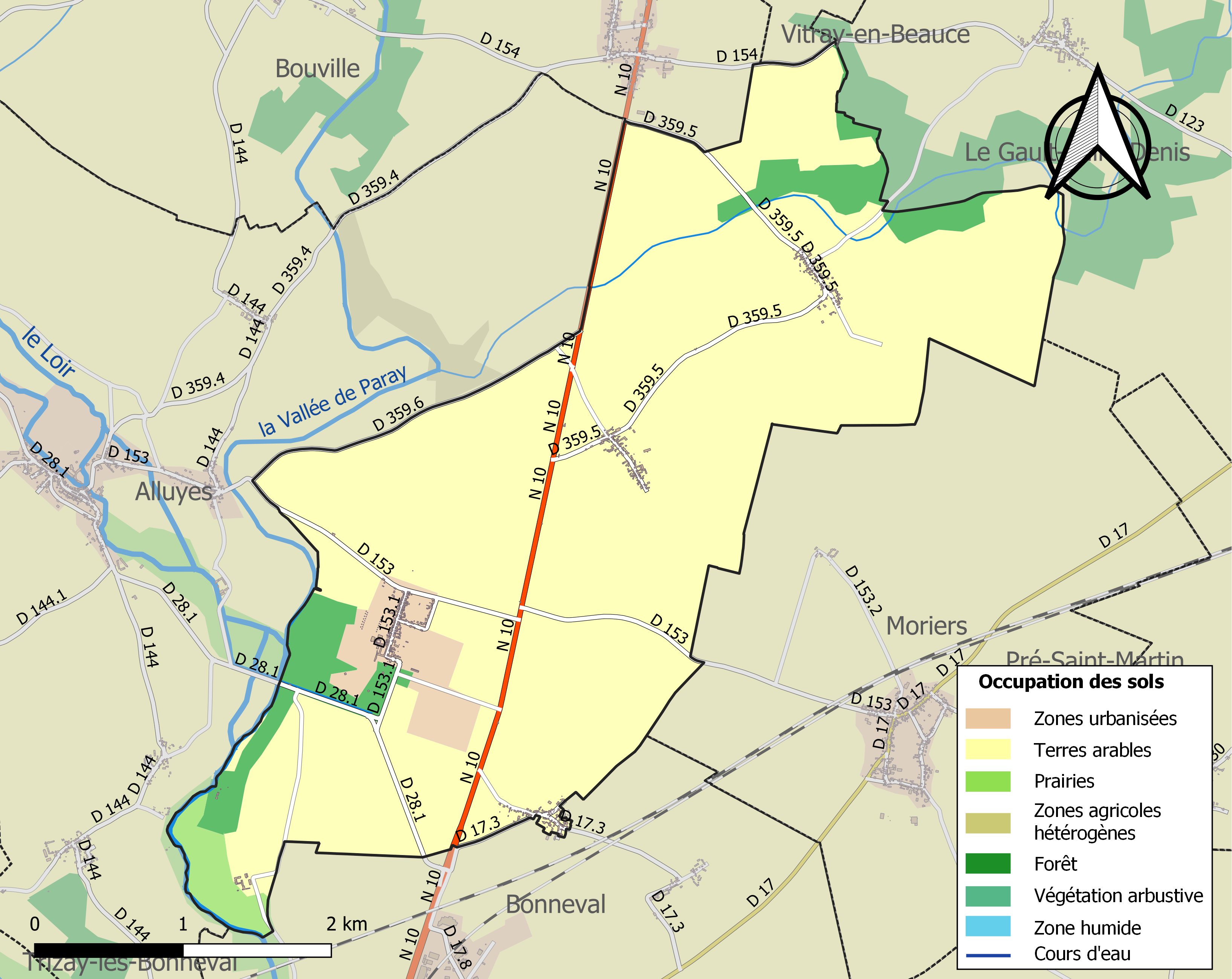
Carte des infrastructures et de l'occupation des sols de la commune en 2018 (CLC).

### Risques majeurs
Le territoire de la commune de Montboissier est vulnérable à différents aléas naturels : météorologiques (tempête, orage, neige, grand froid, canicule ou sécheresse), inondations, mouvements de terrains et séisme (sismicité très faible). Il est également exposé à un risque technologique, le transport de matières dangereuses. Un site publié par le BRGM permet d'évaluer simplement et rapidement les risques d'un bien localisé soit par son adresse soit par le numéro de sa parcelle.

#### Risques naturels
Certaines parties du territoire communal sont susceptibles d’être affectées par le risque d’inondation par débordement de cours d'eau, notamment le Loir. La commune a été reconnue en état de catastrophe naturelle au titre des dommages causés par les inondations et coulées de boue survenues en 1999,.

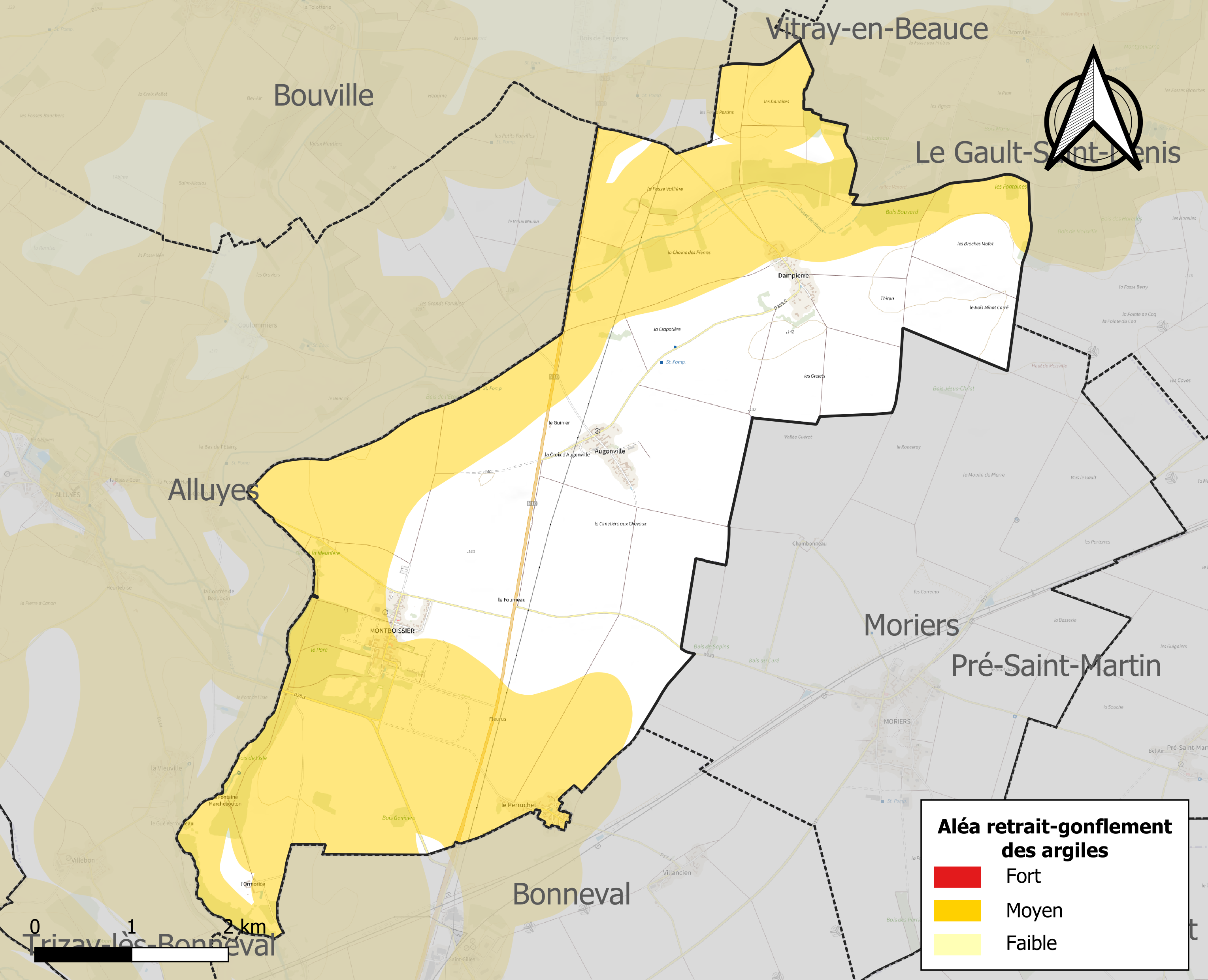
Carte des zones d'aléa retrait-gonflement des sols argileux de Montboissier.

Les mouvements de terrains susceptibles de se produire sur la commune sont des affaissements et effondrements liés aux cavités souterraines. L'inventaire national des cavités souterraines permet de localiser celles situées sur la commune.
Le retrait-gonflement des sols argileux est susceptible d'engendrer des dommages importants aux bâtiments en cas d’alternance de périodes de sécheresse et de pluie. 54,5 % de la superficie communale est en aléa moyen ou fort (52,8 % au niveau départemental et 48,5 % au niveau national). Sur les 186 bâtiments dénombrés sur la commune en 2019, 67 sont en aléa moyen ou fort, soit 36 %, à comparer aux 70 % au niveau départemental et 54 % au niveau national. Une cartographie de l'exposition du territoire national au retrait gonflement des sols argileux est disponible sur le site du BRGM,.
Concernant les mouvements de terrains, la commune a été reconnue en état de catastrophe naturelle au titre des dommages causés par des mouvements de terrain en 1999.

#### Risques technologiques
Le risque de transport de matières dangereuses sur la commune est lié à sa traversée par des infrastructures routières ou ferroviaires importantes ou la présence d'une canalisation de transport d'hydrocarbures. Un accident se produisant sur de telles infrastructures est en effet susceptible d’avoir des effets graves au bâti ou aux personnes jusqu’à 350 m, selon la nature du matériau transporté. Des dispositions d’urbanisme peuvent être préconisées en conséquence.

## Toponymie
Le Houssay est l'ancien nom de Montboissier ; Hulsetus vers 1069, Hussetum vers 1092. De la langue d'oïl houssoi, « houssaie » : lieu planté de houx.
En 1767 la seigneurie du Houssay est érigée en comté de Montboissier-les-Alluyes. Ce changement de nom s'explique par la volonté des seigneurs de Condat-lès-Montboissier, village d'Auvergne, de se rapprocher du pouvoir central. Ils s'installèrent au Houssay et lui donnèrent le nom de leur lieu d'origine.

## Histoire

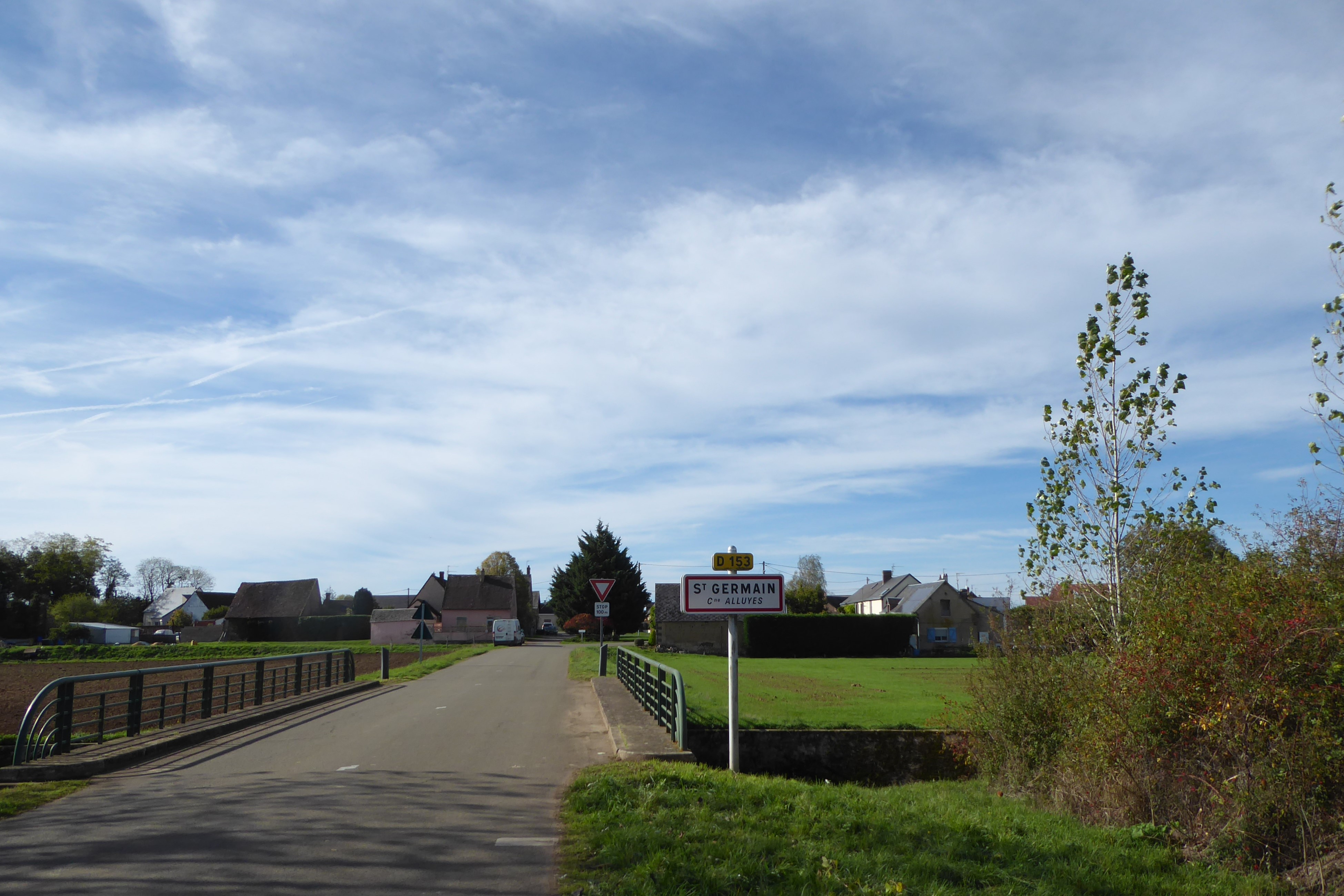
Saint-Germain-lès-Alluyes.

### Ancien Régime
Le Houssay était un hameau de Saint-Germain-lès-Alluyes ; en 1627 il fut érigé en paroisse. Au XVIIe siècle la famille Mallier, de Condat-lès-Montboissier, était seigneur du Houssay. Montboissier s'agrandira des hameaux d'Augonville, de Perruchay et de Dampierre qui faisaient partie des communes voisines.

### Époque contemporaine

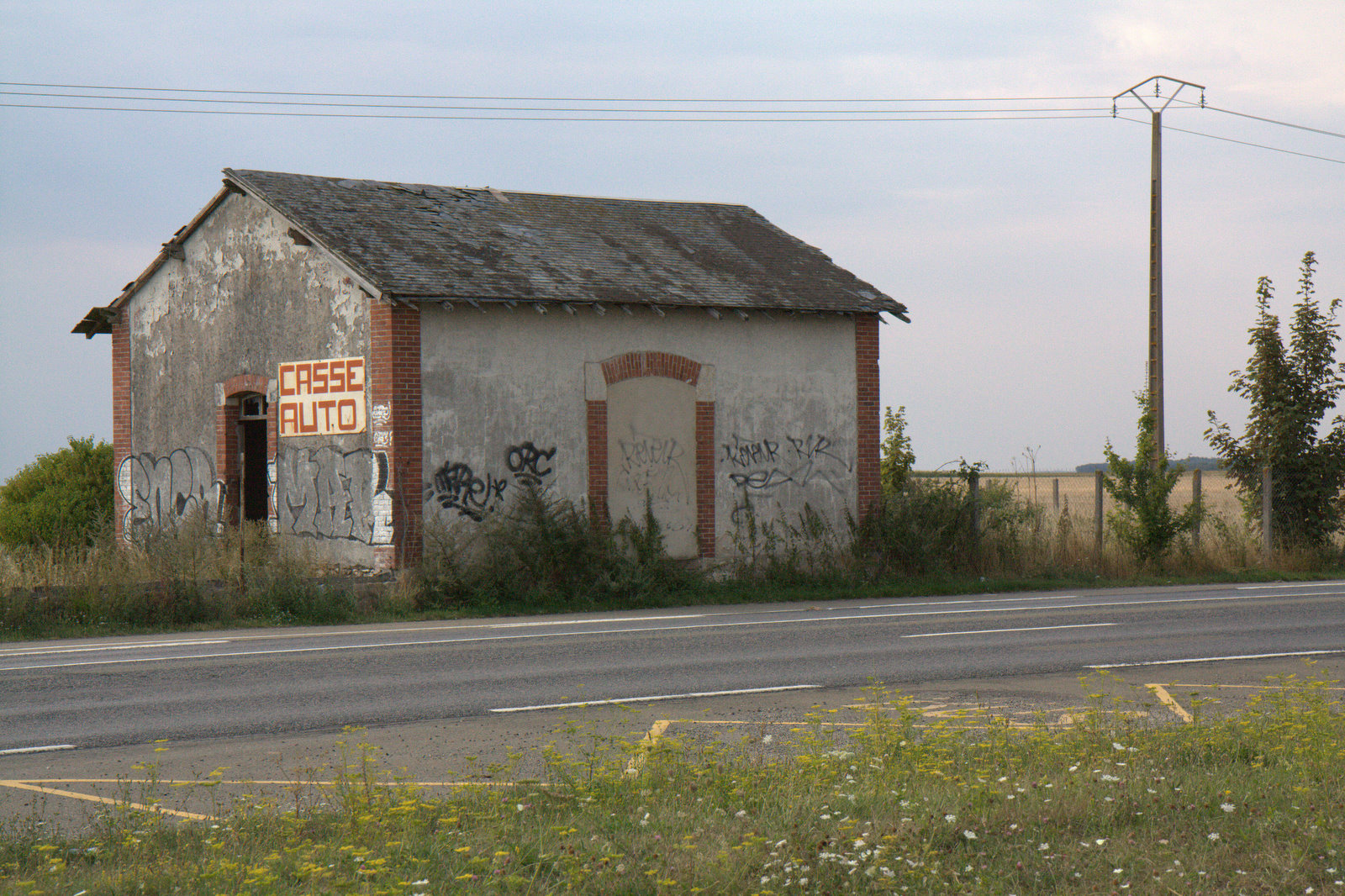
L'ancienne station des Tramways d'Eure-et-Loir en 2009, détruite pendant l'hiver 2016-2017.

#### XXesiècle
De 1899 à 1932, Montboissier est une station de la ligne Lèves-Bonneval desservie par les Tramways d'Eure-et-Loir.

## Politique et administration

### Liste des maires
| Période                                  | Période   | Identité               | Étiquette | Qualité                                   |
| ---------------------------------------- | --------- | ---------------------- | --------- | ----------------------------------------- |
| Les données manquantes sont à compléter. |           |                        |           |                                           |
| Avant 1981                               | Mars 2008 | Dominique de Bellaigue |           |                                           |
| Mars 2008                                | Mars 2014 | Eric Voisin            |           |                                           |
| Mars 2014                                | En cours  | Bruno Lhoste           | SE        | Ingénieur et cadre technique d'entreprise |

## Population et société

### Démographie
L'évolution du nombre d'habitants est connue à travers les recensements de la population effectués dans la commune depuis 1793. Pour les communes de moins de 10 000 habitants, une enquête de recensement portant sur toute la population est réalisée tous les cinq ans, les populations de référence des années intermédiaires étant quant à elles estimées par interpolation ou extrapolation. Pour la commune, le premier recensement exhaustif entrant dans le cadre du nouveau dispositif a été réalisé en 2004.

En 2022, la commune comptait 348 habitants, en évolution de +9,43 % par rapport à 2016 (Eure-et-Loir : −0,23 %, France hors Mayotte : +2,11 %).
| 1793 | 1800 | 1806 | 1821 | 1831 | 1836 | 1841 | 1846 | 1851 |
| ---- | ---- | ---- | ---- | ---- | ---- | ---- | ---- | ---- |
| 347  | 337  | 347  | 277  | 488  | 507  | 516  | 522  | 530  |

| 1856 | 1861 | 1866 | 1872 | 1876 | 1881 | 1886 | 1891 | 1896 |
| ---- | ---- | ---- | ---- | ---- | ---- | ---- | ---- | ---- |
| 511  | 515  | 479  | 488  | 458  | 483  | 499  | 520  | 514  |

| 1901 | 1906 | 1911 | 1921 | 1926 | 1931 | 1936 | 1946 | 1954 |
| ---- | ---- | ---- | ---- | ---- | ---- | ---- | ---- | ---- |
| 494  | 461  | 465  | 440  | 450  | 443  | 396  | 366  | 415  |

| 1962 | 1968 | 1975 | 1982 | 1990 | 1999 | 2004 | 2006 | 2009 |
| ---- | ---- | ---- | ---- | ---- | ---- | ---- | ---- | ---- |
| 365  | 335  | 315  | 311  | 277  | 279  | 285  | 291  | 323  |

| 2014 | 2019 | 2022 | - | - | - | - | - | - |
| ---- | ---- | ---- | - | - | - | - | - | - |
| 328  | 330  | 348  | - | - | - | - | - | - |

## Culture locale et patrimoine

### Lieux et monuments

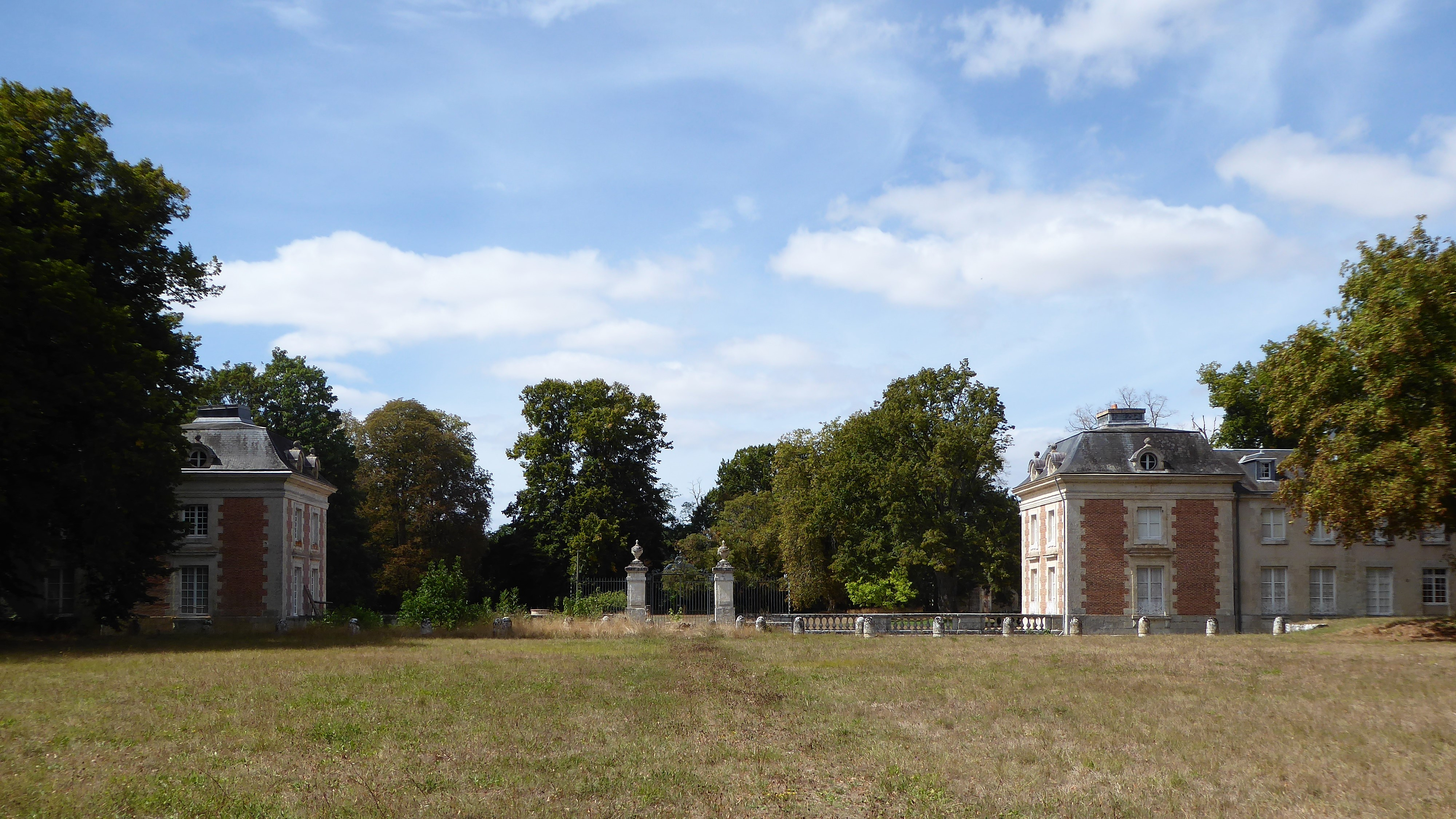
L'entrée du château de Montboissier.

#### Château de Montboissier
Le château de Montboissier fut construit par l'architecte Nicolas Marie Potain à partir de 1772 pour Charles-Philippe-Simon de Montboissier-Beaufort-Canillac (1750-1802).
Il a été démoli dès 1795. Il n'en subsiste que quelques vestiges : les pavillons d'entrée, le pavillon de Flore et le pavillon des Roses, la grille, les douves, un arc de triomphe et quelques folies dans le parc.

#### Église Saint-Claude
Avant de devenir église paroissiale, l'église Saint-Claude est la chapelle du château de Montboissier. Elle est construite au XVIe siècle par Claude Mallier, seigneur du Houssay.

L'église Saint-Claude
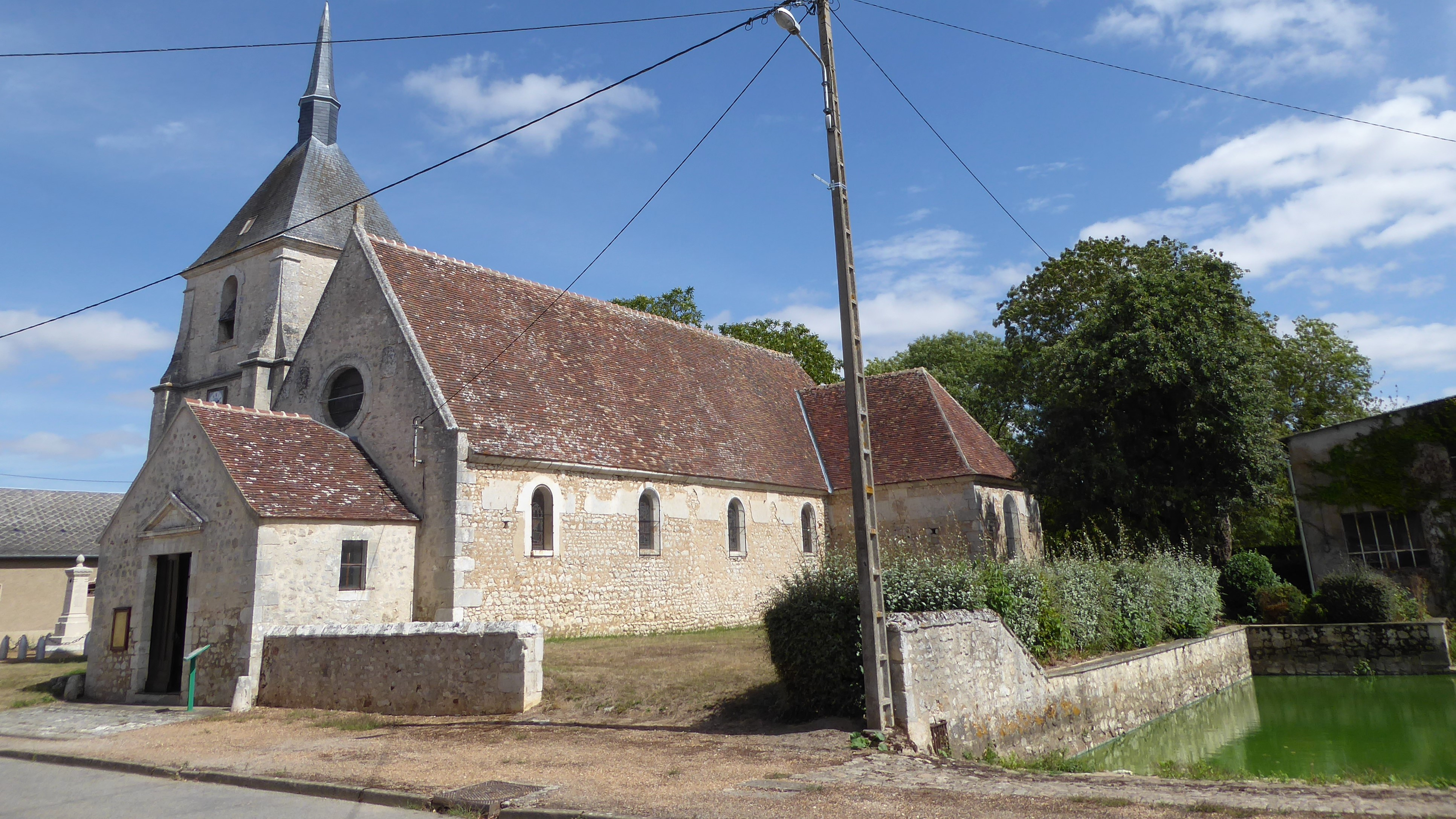
Le monument aux morts, l'église Saint-Claude et la mare.
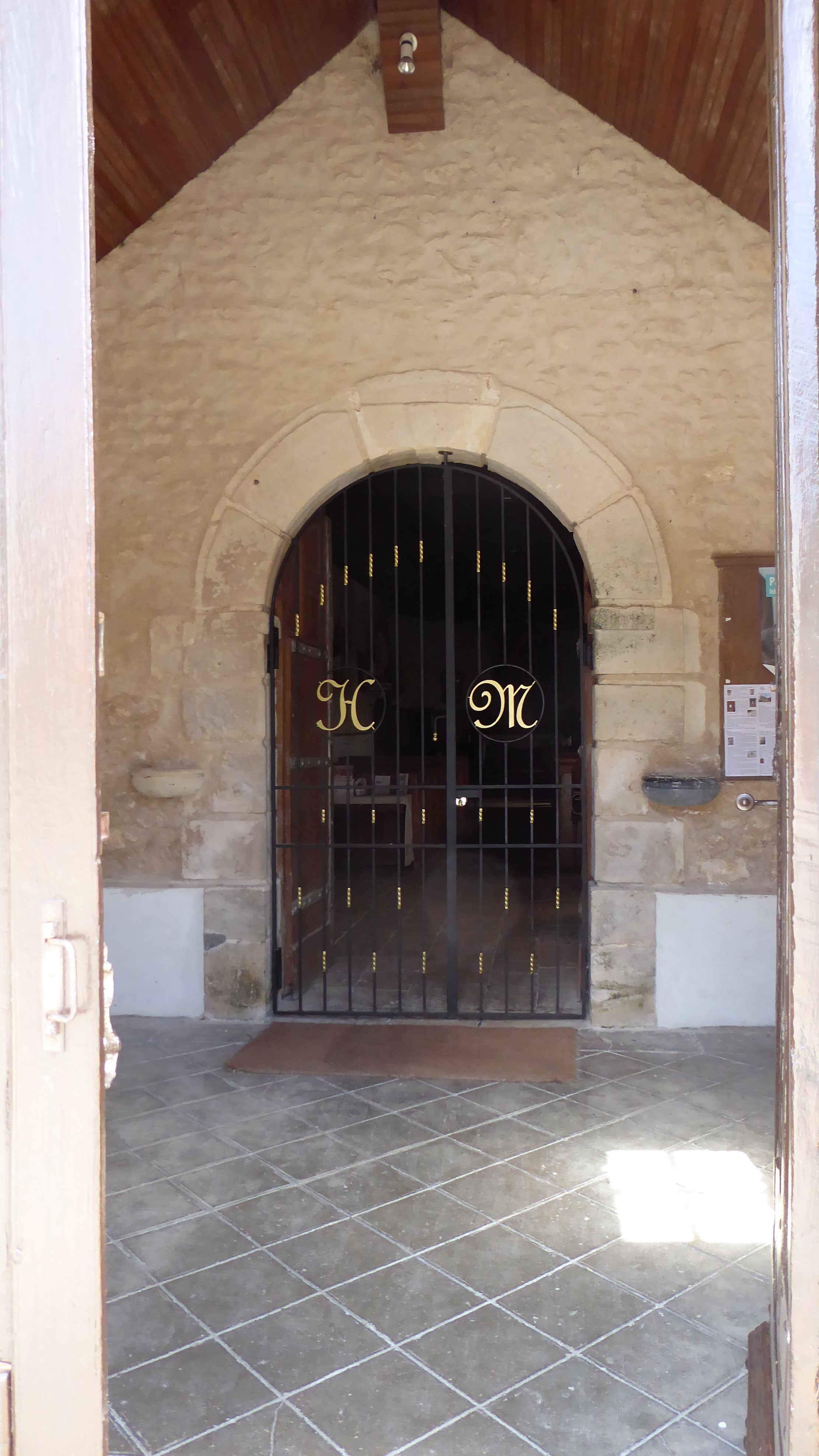
Caquetoire de l'entrée ouest.
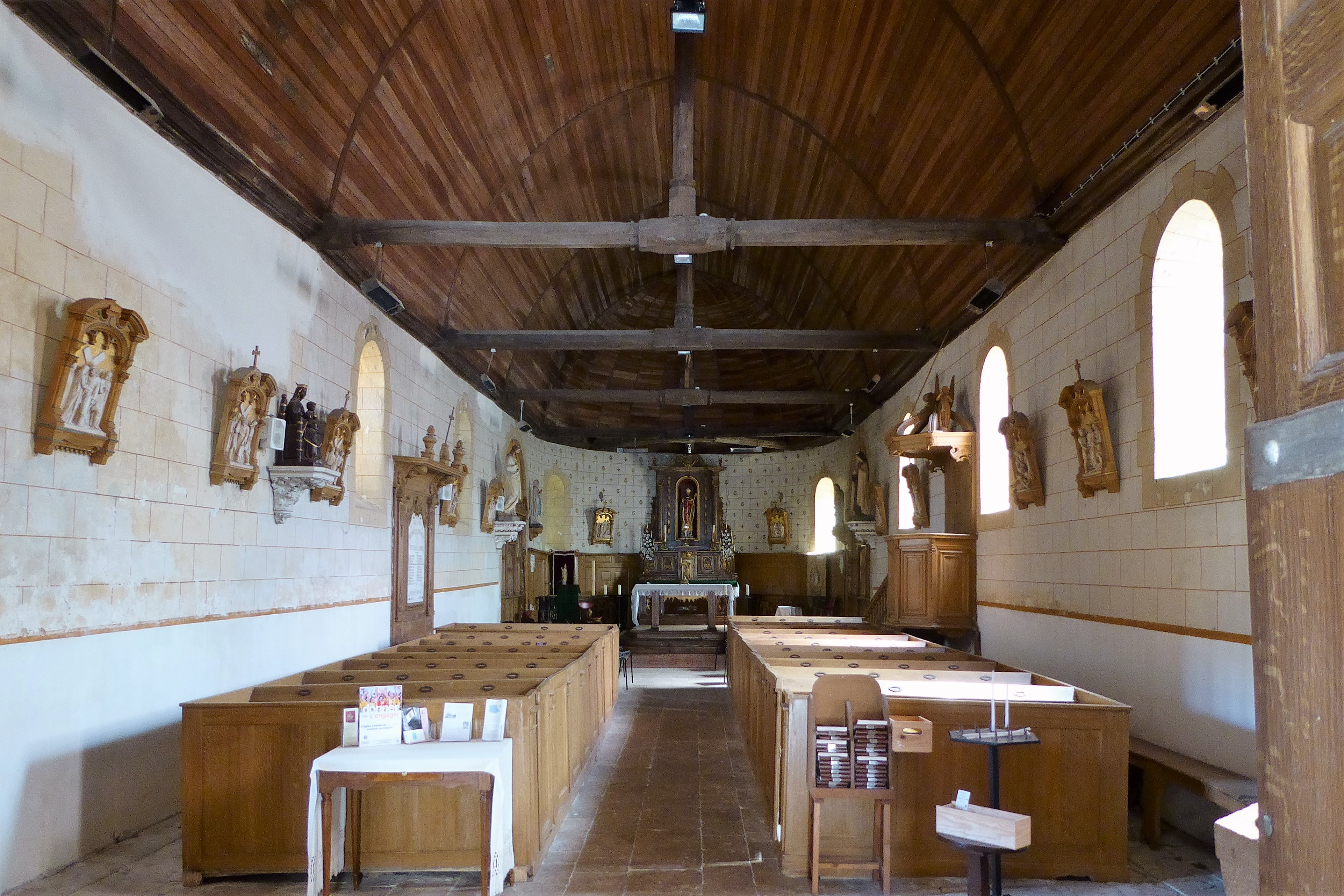
L'intérieur de l'église.
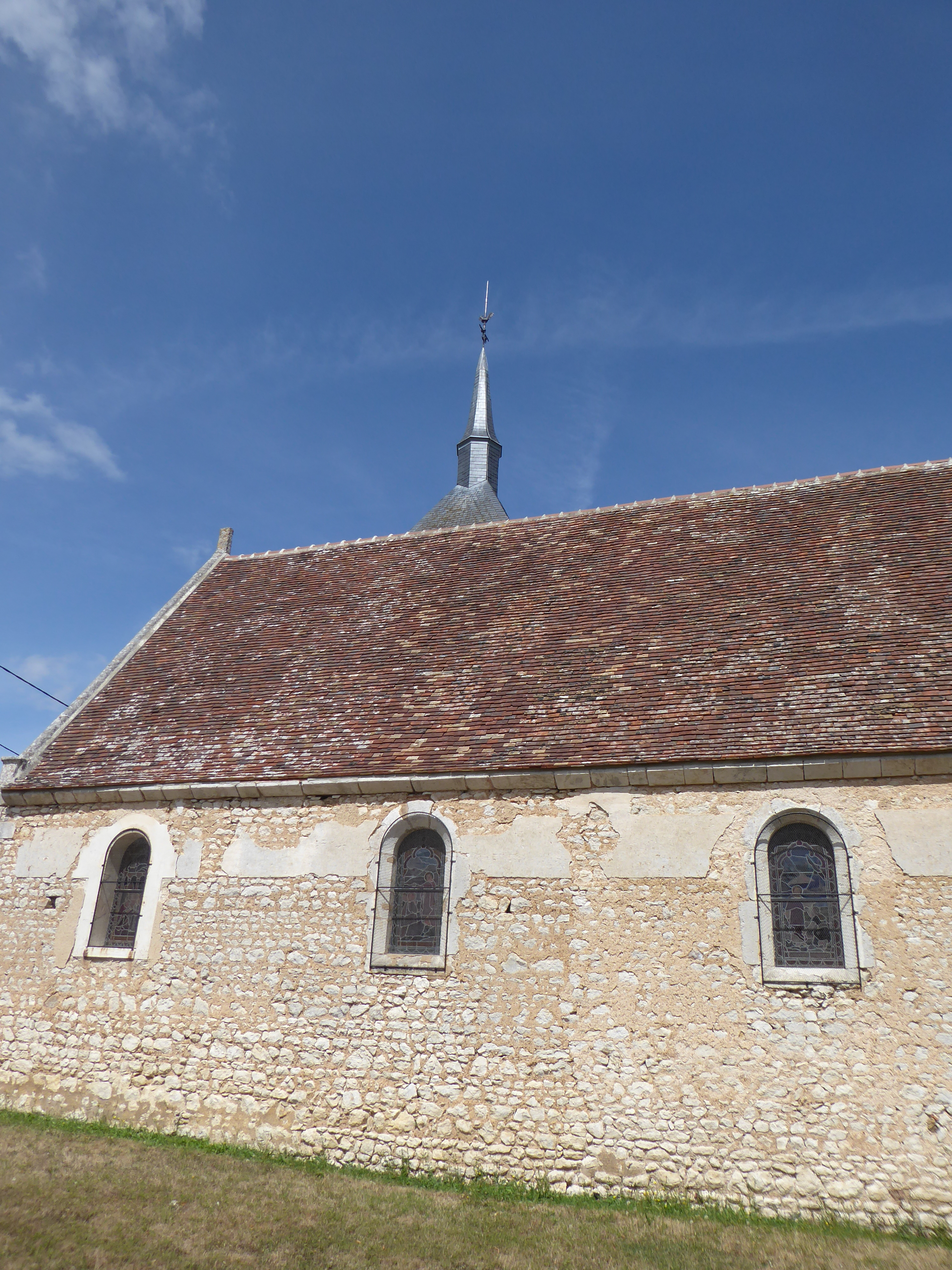
La litre du mur sud de l'église.

#### Autres lieux et monuments

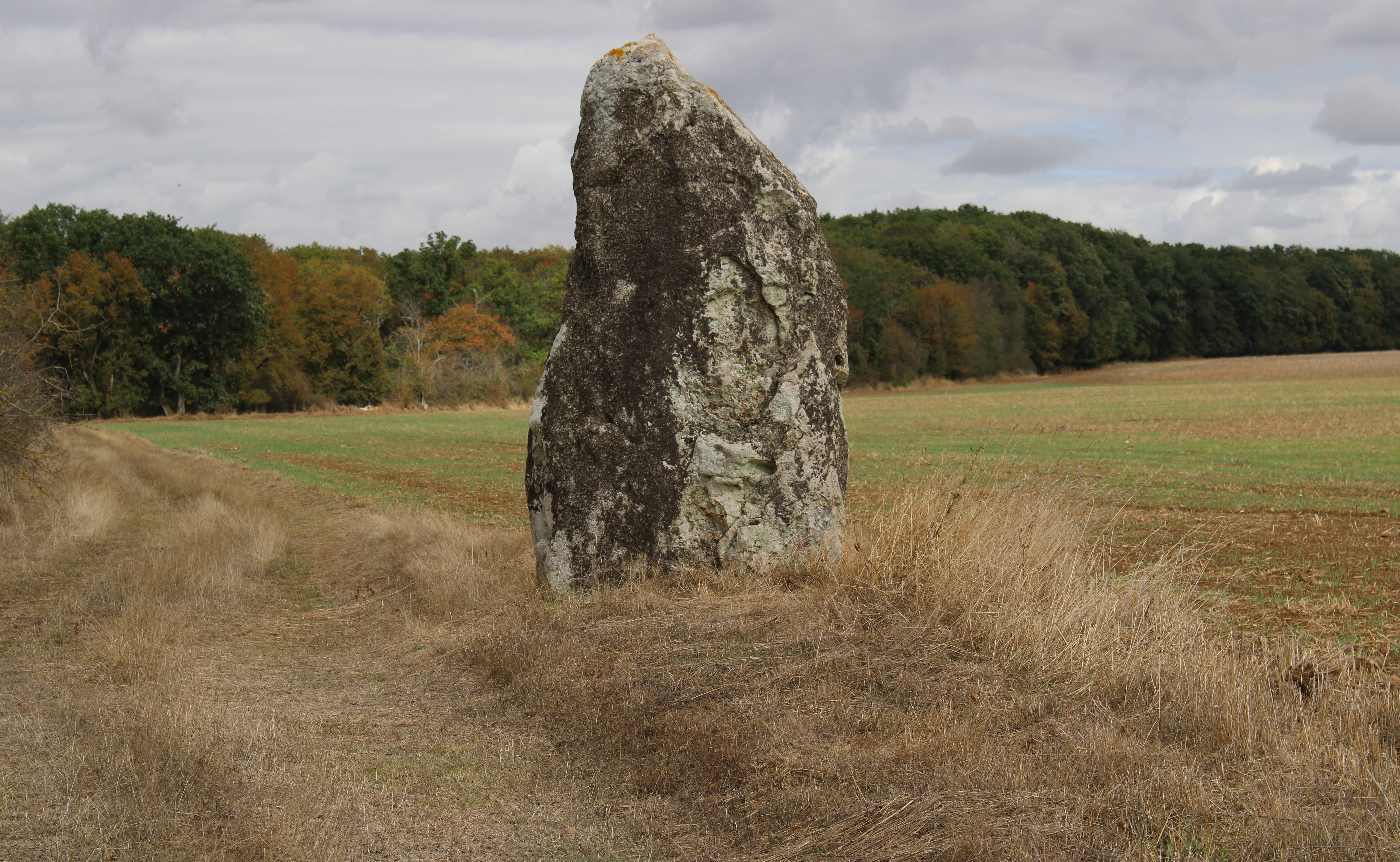
Menhir de l'Ormorice.

- Monument aux morts.

### Personnalités liées à la commune
- Chateaubriand (1768-1848), écrivain et homme politique français, évoque à l'occasion d'un séjour au château « la grive de Montboissier » dans un des plus célèbres passage des Mémoires d'outre-tombe (livre III, chapitre 1).